# Incaspiza laeta
Az Incaspiza laeta a madarak osztályának verébalakúak (Passeriformes) rendjébe és a tangarafélék (Thraupidae) családjába tartozó faj.

## Rendszerezése
A fajt Osbert Salvin angol ornitológus írta le 1895-ben, a Haemophila nembe Haemophila laeta néven.

## Előfordulása
Peru északnyugati részén, az Andok területén honos. Természetes élőhelyei a szubtrópusi és trópusi lombhullató erdők és magaslati cserjések. Állandó, nem vonuló faj.

## Megjelenése
Testhossza 14 centiméter.

## Életmódja
A talajon, bokrokon és fákon keresgéli táplálékát.

## Természetvédelmi helyzete
Az elterjedési területe kicsi, egyedszáma viszont stabil. A Természetvédelmi Világszövetség Vörös listáján nem fenyegetett fajként szerepel.